# Північно-Західний Центр США
Північно-західний центр – регіон на півночі США, який включає такі штати: Північна та Південна Дакота, Міннесота, Небраска, Айова, Канзас, Міссурі. Сільське господарство є домінуючою рисою його ландшафту. Попри це, нефермерські сектори району продовжують розвиватися й урізноманітнювати свою продукцію, особливо в головних центрах метрополісів та навколо них. Тобто загалом Північно-Західний центр розвивається на основі науково-технічного прогресу та особливостей міжнародного поділу праці в умовах глобалізації, використовуючи всі можливі конкурентні переваги.
Північно-Західний центр залишається важливим елементом надання послуг та виробництва для оборонної промисловості США, зокрема в авіабудівному секторі. У регіоні простежуються світові тенденції виходу капіталу за національні межі, інформатизації, глобалізації, змін у міжнародному поділі праці. Варто відмітити доволі сприятливу податкову політику місцевих урядів та позитивні результати інтеграції господарства регіону у світову економіку. 

## Населення
Коли перші європейці ступили на землю Північної Америки, материк уже був заселений мільйонами людей, які прибули сюди з Азії через Аляску. У Північній Америці ці корінні американці або, як їх називають у США, перші народи трансформувалися у сотні народів з багатою мозаїкою мов та культур і жили від рибальства, мисливства, скотарства. Але у XVIII столітті почалася жорстока європейська експансія на нових землях з непереборною жагою примноження капіталу, особливо від цього постраждали жителі прибережних рівнин, а також Східної та Південно-Східної Америки. Не обійшло лихо і досліджуваного регіону Північно-західний центр. Але винищення корінного населення, виходячи з його віддаленості від основних європейських поселень, відбувалося в значно менших масштабах. Тому на сьогодні в етнічній структурі даного регіону в різних його ареалах від 25 до 90% складають корінні американці, що є практично найвищим показником у країні. Через це тут значного поширення набули численні мовні діалекти. У релігійному відношенні в регіоні переважають християни (38% - лютерани; 26% - баптисти), загалом їхня частка становить близько 85%. Загальна кількість населення 20 млн. 416 тисяч. Але, виходячи з того, що площа регіону велика (1 млн 200 тис. км²), та з того, що це аридна зона, густота населення становить тільки 18 осіб на км² - це один з найнижчих показників у країні. Більшість економічно активного населення зайнято у сфері послуг (70%), у промисловості(22%) та з огляду на спеціалізацію вагомою залишається частка зайнятих у с/г – 8%. Населення сконцентроване переважно у великих містах, рівень урбанізації 80%, що в світовому масштабі є значним показником, а в розрізі країни одним з найнижчих.

## Господарський комплекс

### Сільське господарство
Виходячи із с/г районування США через досліджуваний район простягаються такі пояси: озимої пшениці (Канзас, південь Небраски), район зрошувальних культур та пасовищного тваринництва (північ Небраски, Південна Дакота), ярої пшениці(Північна Дакота, північ Південної Дакоти, захід Міннесоти), зерновий, провідні культури – кукурудза та соєві боби (Айова, південь Міннесоти, північ Міссурі, схід Південної Дакоти та Небраски), молочного тваринництва (центр Міннесоти), фермерського господарства (Міссурі, Схід Канзасу та Небраски). 
У всьому регіоні економічна діяльність помітно орієнтується на фермерство. Його головні метрополіси – Канзас-Сіті, Міннеаполіс–Сент-Пол, Омага – є великими пунктами переробки та збуту свинини та яловичини, мукомелення, виробництва сої, соняшникової та ріпакової олії. Це все є основними продуктами експорту. Хоча у сільському ландшафті все ще переважає сімейна ферма, агресивний наступ великомасштабного корпоративного виробництва щодалі загрожує цьому способу життя. Особливо яскраво це спостерігається у свинарстві на заході кукурудзяного поясу, де великі компанії перебирають контроль над усім виробничим процесом на своїх ультрасучасних, подібних до виробничих фабрик, комплексах, які захоплюють великі ділянки орної землі та викидають величезні кількості відходів тваринного походження, що забруднюють поверхневі води та атмосферне повітря.

### Виробнича сфера
Розвиток виробничої сфери відбувається в ногу з НТП, тому основними галузями спеціалізації для даного регіону є електроніка (зокрема комп’ютерне обладнання), авіабудування, оборонна промисловість. Їх розвиток не характеризується чіткою концентрацією у розрізі регіону, а локалізований у окремих центрах штатів. Причиною чого є вдала регіональна політика сприяння притоку капіталу як вітчизняного, так і іноземного.
Найуспішнішою у даному плані виступає Міннесота, наживаючи капітал на добрій славі своєї стабільної економіки, високоосвіченої робочої сили, на давній репутації винахідника нових продуктів і принад «північних лісів». Фірма «Гейтвей-2000» - гігант з продажу комп’ютерів, без сторонньої допомоги нанесла на карту місто Норт-Сіокс-Сіті (штат Південна Дакота); у місті Сент-Луїс розташована штаб-квартира, лабораторії та заводи компанії «Макдоннелл-Дуглас». Є багато інших подібних прикладів, які ми розглянемо у пункті «Внутрішні відмінності».

### Невиробнича сфера
Невиробнича сфера, незважаючи на с/г спеціалізацію та промислове виробництво, приносить основні прибутки регіонові. Її розвиток відбувається у контексті світової глобалізації та НТП. Сконцентрована вона у місцевих метрополісах (Канзас-Сіті, Міннеаполіс, Сент-Пол, Омага, Сент-Луїс, Пірр, Де-Мойн тощо). У міських районах східної частини Великих рівнин головним став телемаркетинг, і Омага (штат Небраска) уже відома як безмитний капітал США через велике число компаній, які займаються кредитними картками, попередніми замовленнями та каталогами. Компанія «Спрінт» - один із світових лідерів телекомунікацій – збудувала свою штаб-квартиру на південний-захід від Канзас-Сіті. В районі працює багато офісів страхових компаній та банків.  Загалом розвиток обслуговуючих галузей відбувається у форматі інформатизації.

## Внутрішні відмінності

### Південна Дакота
Спеціалізація: сфера послуг (роздрібна торгівля, фінанси, охорона здоров’я), сільське господарство (кукурудза, соя, пшениця, ВРХ, свинарство), здійснюється видобуток золота, руд літію та берилію, туризм (33 000 зайнятих; атракції: гора Рашмор, каньйон, мотоциклетне ралі в Струджерсі). 

### Північна Дакота
Провідний сільськогосподарський штат на півночі США, відомий як «житниця Америки». Особливості штату: родюча долина ріки Ред-рівер, Велика Рівнина (прерії); плато Міссурі, дамба Гаррісона на ріці Міссурі. Цікаві місця: Міжнародний Сад Миру на кордоні з Канадою, Капітолій Штату в Бісмарку, Бедленди і Національний Парк Теодора Рузвельта. Виробництво: екстенсивне вирощування пшениці та ячменю, розведення худоби; харчова промисловість: зернові, м'ясні продукти. Промисловість: сільськогосподарське устаткування, видобуток нафти-сирцю, вугілля. Кожного року штат відвідує 475 000 туристів. Адміністративний центр — Бісмарк; головні міста: Фарґо, Гранд-Форкс, Мінот.

### Міннесота
Міннесота сьогодні відома своєю молочною продукцією. Штат - один з лідерів по виробництву олії, сметани і молока. Виробляються: зернові, соєві боби, м'ясні продукти, добувають залізну руду, роблять електронне устаткування, неелектричне машинобудування.  Є важливим регіоном з вирощування: цукрових буряків, зеленого горошку, кукурудзи, індиків. Традиційно галуззю спеціалізації залишається деревообробна та целюлозно-паперова  промисловість, які орієнтуються на внутрішні ресурси. Родовища залізної руди практично вичерпані, галузь розвивається на основі привізної сировини(порт Дулут). Адміністративний центр – Сент-Пол; найбільші міста: Міннеаполіс, Рочестер, Блумінгтон, Дулут (порт на озері Верхнє).

### Айова
Головна сільськогосподарська продукція Айови — свинарство, кукурудза, соя, овес, рогата худоба і молочна продукція. Продукція промисловості — переробка продуктів харчування, машинне устаткування, електричне устаткування, хімічна продукція і видавництво. Металургійна промисловість виробляє такі метали як  залізо  і алюміній. Переважають такі технології, як виплавка і переробка металобрухту. Айова виробляє найбільшу кількість  етанолу в США. До 1980-х рр. в штаті склалася розвинена сфера послуг, в якій зайнято більше людей, чим в сільському господарстві і промисловості в цілому (Де-Мойн є крупним центром страхового бізнесу). Після серйозних економічних труднощів сільського господарства 80-х рр. XX ст. почалася інтенсивна диверсифікація економіки (розвиток електроніки, часткова легалізація грального бізнесу та інші). Адміністративний центр – Де-Мойн; найбільші міста: Сідар-Рапідс, Дейвенпорт, Форт-Джордж, Сіу Сіті. Де-Мойн — торговельно-фінансовий центр сільськогосподарського району (кукурудза, соя, свинарство, м'ясне тваринництво) — т.з. «Кормового і тваринницького поясу». У місті здійснюється виробництво сільськогосподарської  і будівельної техніки, розміщені  штаб-квартири численних страхових компаній і ін. Це транспортний вузол з міжнародним аеропортом. Також в Де-Мойні проводиться щорічний ярмарок штату Айова (серпень).

### Небраска
Спеціалізується штат на виробництві продукції АПК, а саме: телятини, свинини, кукурудзи, сої. Іншими прибутковими галузями є промисловість, телекомунікації, інформаційні технології та страхування. Адміністративний центр – Лінкольн; найбільші міста:  Омаха, Гранд-Айленд, Норт-Платт. Найважливішим полюсом розвитку є місто Омаха – важливий залізничний вузол, порт на річці Міссурі, торгово-фінансовий центр с/г району, який спеціалізується на торгівлі ВРХ, свинями, в місті розміщені зернова та м’ясна біржі. Це великий центр харчової (борошномельної, м’ясної, маслобійної) промисловості; виробництва засобів зв’язку, ЕОМ, вантажних автомобілів, мінеральних добрив, виплавки цинку.

### Канзас
У штаті чітко виділяється дві основні галузі спеціалізації: АПК та авіабудування. Продукцією спеціалізації у с/г виробництві є: ВРХ, вівці, свині, кукурудза, сорго, пшениця, соя; в промисловості – транспортні засоби, комерційні та приватні літаки, харчова промисловість, видавнича справа, продукція хімії, одяг, нафтовидобувна промисловість. Значний вплив на СГК штату має авіабудування, оскільки в регіоні локалізовані виробничі потужності таких авіабудівних компаній: Sprint Nextel (з штаб-квартирою в Оверленд-Парк ), Embarq (з національною штаб-квартирою в  Оверленд-парк ),  YRC ( Overland Park ),  Garmin ( Олет ),  і Koch Industries (с національною штаб-квартирою у Вічиті ). Адміністративний центр – Топіка, найбільше місто – Вічита. У 1920-их роках тут створені авіаційні підприємства Stearman Aircraft, Cessna, Mooney і Beechcraft, що зумовили прізвисько міста «Літакобудівельна столиця світу». Cessna, Hawker Beechcraft, Learjet й Spirit AeroSystems мають свої штаб-квартири у Вічиті. Airbus й Boeing мають підприємства у місті.

### Міссурі
Спеціалізація штату сільськогосподарська (вирощування кукурудзи, сої, пшениці, тваринництво). Здійснюється видобуток руд цинку та олова. Промислове виробництво спеціалізується на авіабудуванні та харчовій промисловості. Адміністративний центр Джефферсон-Сіті, головні міста: Сент-Луїс, Канзас-Сіті, Індепенденс. Основним центром розвитку господарства є місто Сент-Луїс. В ньому розташовані: одна з найбільших в Америці компаній виробників гітар – Alvarez Guitars, штаб-квартира найбільшої у світі приватної вуглевидобувної компанії світу – Peabody Energy Corporation.